# Chirosia frontata
Chirosia frontata este o specie de muște din genul Chirosia, familia Anthomyiidae, descrisă de Masayoshi Suwa în anul 1983. Conform Catalogue of Life specia Chirosia frontata nu are subspecii cunoscute.